# 21 janvier en sport
21 décembre 21 février
Chronologies thématiques
- Croisades
- Ferroviaires
- Disney

Le 21 janvier (21e jour de l'année) en sport.

## Événements

### XIXesiècle
- 1888 :
  - (Omnisport) : aux États-Unis, l'Association sportive de l'Union sportive amateur (AAU) est formée. Elle régi le sport aux États-Unis pendant la majeure partie du XXe siècle. C'est un organisme à but non lucratif. Multi-disciplinaire, l'AAU a pour but la promotion et le développement du sport amateur et les programmes d'entretien par le sport.

### XXesièclede1901à1950
- 1911 :
  - (Sport automobile) : départ du premier rallye Monte-Carlo. Le premier vainqueur est Rougier avec sa Turcat-Mery 25 HP.

### XXesièclede1951à2000
- 1979 :
  - (Formule 1) : Grand Prix automobile d'Argentine.
- 1988 :
  - (Rallye automobile) : Bruno Saby remporte le rallye Monte-Carlo avec une Lancia.
- 1994 :
  - (Natation) : Jani Sievinen porte le record du monde du 200 m 4 nages en petit bassin à 1 min 54,65 s.
- 1998 :
  - (Rallye automobile) : Carlos Sainz remporte pour la troisième fois le rallye Monte-Carlo.

### XXIesiècle
- 2001 :
  - (Natation) : à Berlin, Gordan Kožulj bat le record d'Europe du 100 m dos en petit bassin, lors de la Coupe du monde, le portant à 52" 24.
  - (Rallye-raid) : Jutta Kleinschmidt, première femme à avoir remporté une étape du Paris-Dakar (en 1997) devient la première femme à remporter l'épreuve.
- 2007 :
  - (Rallye automobile) : Sébastien Loeb (Citroën C4) remporte pour la quatrième fois le Rallye Monte-Carlo. Son coéquipier, l'Espagnol Daniel Sordo, en terminant à la deuxième place, permet à la Citroën C4, de réussir un doublé pour ses débuts en championnat du monde. Le Finlandais Marcus Grönholm (Ford Focus RS), principal concurrent de Loeb pour le titre, vainqueur à Monaco en 2006, termine à la troisième place à plus d'une minute.
- 2018 :
  - (Saut à ski /Championnats du monde de vol à ski) : sur l'édition 2018 des Championnats du monde, en individuel, victoire du Norvégien Daniel-André Tande, et par équipes les Norvégiens composés de Johann André Forfang, Robert Johansson, Andreas Stjernen et Daniel-André Tande.
- 2019 :
  - (Football /Disparition) : en effectuant un vol entre Nantes et Cardiff, un avion léger monomoteur disparaît au large d'Aurigny, dans les îles Anglo-Normandes avec deux personnes à bord, le pilote David Ibbotson et le footballeur argentin Emiliano Sala, qui venait d'être transféré du FC Nantes au Cardiff City FC deux jours auparavant. Les recherches aussitôt entreprises n'ont pas permis de retrouver aucune trace de l'avion ni de ses deux occupants.

## Naissances

### XIXesiècle
- 1843 :
  - Émile Levassor, ingénieur, pilote de courses automobile et homme d'affaires français. († 14 avril 1897).
- 1856 :
  - Robert Hunt, joueur de rugby à XV anglais. (4 sélections en équipe nationale). († 19 mars 1913).
- 1873 :
  - Ernest Needham, footballeur et joueur de cricket anglais. (16 sélections avec l'Équipe d'Angleterre de football). († 8 mars 1936).
- 1879 :
  - Joseph Roffo, tireur à la corde français. Médaillé d'argent aux Jeux de Paris 1900. († 5 février 1933).
- 1881 :
  - Ernst Fast, athlète de fond suédois. Médaillé de bronze du marathon aux Jeux de Paris 1900. († 26 octobre 1959).
- 1882 :
  - Francis Gailey, nageur australien puis américain. Médaillé d'argent des 220 yards, 440 yards, 880 yards et médaillé de bronze du 1 miles aux Jeux de Saint-Louis 1904. († 10 juillet 1972).
- 1885 :
  - André Lagache, pilote de courses automobile français. Vainqueur des 24 Heures du Mans 1923. († 2 octobre 1938).
- 1887 :
  - Georges Vézina, hockeyeur sur glace canadien. († 27 mars 1926).

### XXesièclede1901à1950
- 1901 :
  - Ricardo Zamora, footballeur puis entraîneur espagnol. Médaillé d'argent aux Jeux d'Anvers 1920. (46 sélections en équipe d'Espagne). Sélectionneur de l'équipe d'Espagne en 1952 et de l'équipe du Venezuela en 1953. († 8 septembre 1978).
- 1903 :
  - Raymond Suvigny, haltérophile français. Champion olympique des -60kg aux Jeux de Los Angeles 1932. († 26 octobre 1945).
- 1904 :
  - Puck van Heel, footballeur néerlandais. (64 sélections en équipe des Pays-Bas). († 18 décembre 1984).
- 1915 :
  - Orazio Mariani, athlète de sprint italien. Médaillé d'argent du relais 4 × 100 m aux Jeux de Berlin 1936. († 16 octobre 1981)
- 1916 :
  - Pietro Rava, footballeur puis entraîneur italien. Champion olympique aux Jeux de Berlin 1936. Champion du monde de football 1938. (30 sélections en équipe d'Italie). († 5 novembre 2006).
- 1925 :
  - Henri Claverie, joueur de rugby à XV français. (2 sélections en équipe de France). († 11 octobre 2004).
- 1930 :
  - John Campbell-Jones, pilote de courses automobile britannique. († 24 mars 2020).
- 1937 :
  - Émile Carrère, joueur rugby à XV français. († 10 septembre 1964).
  - Yvon Goujon, footballeur puis entraîneur français. (11 sélections en équipe de France). Sélectionneur de l'équipe du Congo de 1986 à 1987.
- 1940 :
  - Jack Nicklaus, golfeur américain. Vainqueur des Masters 1963, 1965, 1966, 1972, 1975 et 1986, des US Open 1962, 1967, 1972 et 1980, des Open britannique 1966, 1970 et 1978, des championnats de la PGA 1963, 1971, 1973, 1975 et 1980, des Ryder Cup 1971, 1973, 1975, 1977 et 1981.
- 1950 :
  - Marion Becker, athlète de lancer allemande. Médaillée d'argent du javelot aux Jeux de Montréal 1976.
  - Penka Stoyanova, basketteuse bulgare. Médaillée de bronze aux Jeux de Montréal 1976 et d'argent aux Jeux de Moscou 1980. (78 sélections en équipe de Bulgarie). († 16 août 2019).

### XXesièclede1951à2000
- 1952 :
  - Werner Grissmann, skieur alpin autrichien.
- 1953 :
  - Maurice Chomat, pilote de courses de rallyes automobile et de moto français.
- 1954 :
  - Phil Thompson, footballeur puis entraîneur anglais. Vainqueur des Coupe UEFA 1973 et 1976 puis des Coupe des clubs champions 1978 et 1981. (42 sélections en équipe nationale).
- 1955 :
  - Nikolina Shtereva, athlète de demi-fond bulgare. Médaillée d'argent du 800m aux Jeux de Montréal.
- 1962 :
  - Miroslav Konôpka, pilote de courses automobile tchécoslovaque puis slovaque.
  - Michel Padovani, footballeur puis entraîneur français.
- 1963 :
  - Hakeem Olajuwon, basketteur américano-nigérian. Champion olympique aux Jeux d'Atlanta 1996. (7 sélections avec l'équipe des États-Unis).
  - Detlef Schrempf, basketteur américano-allemand. (71 sélections avec l'équipe d'Allemagne).
- 1964 :
  - Gérald Passi, footballeur puis entraîneur français. (11 sélections en équipe de France).
- 1970 :
  - Alen Bokšić, footballeur yougoslave puis croate. Vainqueur de la Ligue des champions 1993 et de la Coupe d'Europe des vainqueurs de coupes 1999. (40 sélections avec l'équipe de Croatie).
- 1971 :
  - Alan McManus, joueur de snooker écossais.
  - Doug Weight, hockeyeur sur glace américain. Médaillé d'argent aux Jeux de Salt Lake City 2002.
- 1973 :
  - Robert Hayles, cycliste sur piste britannique. Médaillé de bronze de la poursuite par équipes aux Jeux de Sydney 2000 puis médaillé de la poursuite par équipes et de bronze de l'américaine aux Jeux d'Athènes 2004. Champion du monde de cyclisme sur piste de la poursuite par équipes et de l'américaine 2005.
- 1975 :
  - Yuji Ide, pilote de courses automobile japonais.
- 1979 :
  - Brian O'Driscoll, joueur de rugby à XV irlandais. Vainqueur du Grand Chelem 2009  du Tournoi des Six Nations 2014 ainsi que à trois reprises de la Coupe d'Europe en 2009, 2011 et 2012. (133 sélections en équipe d'Irlande).
- 1981 :
  - Dany Heatley, hockeyeur sur glace canado-allemand. Champion olympique aux Jeux de Vancouver 2010. Champion du monde de hockey sur glace 2003 et 2004.
- 1982 :
  - Malik Couturier, footballeur français.
  - Nicolas Mahut, joueur de tennis français. Vainqueur de la Coupe Davis 2017.
  - Sarah Ourahmoune, boxeuse française. Médaillée d'argent des -51 kg aux Jeux de Rio 2016. Championne du monde de boxe amateur femmes des -48 kg 2008. Médaillée de bronze des -48 kg aux CE de boxe amateur femme 2007 et médaillée d'argent des -51 kg à ceux de 2011.
- 1983 :
  - Alex Acker, basketteur américain.
  - Xane d'Almeida, basketteur franco-sénégalais. (23 sélections avec l'équipe du Sénégal).
- 1984 :
  - James Cottingham, pilote de courses de rallyes automobile et d'endurance britannique.
- 1985 :
  - Sergueï Grankine, volleyeur russe. Médaillé de bronze aux Jeux de Pékin 2008 puis champion olympique aux Jeux de Londres 2012. Champion d'Europe de volley-ball masculin 2013 et 2017. Vainqueur de la Coupe de la CEV 2012. (265 sélections en équipe de Russie).
  - Justin Ingram, basketteur américain.
  - Ryan Suter, hockeyeur sur glace américain. Médaillé d'argent aux Jeux de Vancouver 2010.
- 1986 :
  - Julien Jousse, pilote de courses automobile français.
  - Jonathan Quick, hockeyeur sur glace américain. Médaillé d'argent aux Jeux de Vancouver 2010.
  - Nelson Sanabria, pilote de rallye-raid en quad paraguayen.
- 1987 :
  - Augustine Choge, athlète de fond et demi-fond kényan. Champion du monde de cross court par équipes 2006.
- 1988 :
  - Morhad Amdouni, athlète de fond français. Champion d'Europe d'athlétisme du 10 000 m 2018.
- 1989 :
  - François Cordenier, footballeur de plage français. 11 sélections en équipe de France).
  - Férébory Doré, footballeur congolais. (36 sélections en équipe du Congo).
  - Ken André Olimb, hockeyeur sur glace norvégien.
  - Matteo Pelucchi, cycliste sur route italien.
  - Zhang Shuai, joueuse de tennis chinoise.
- 1990 :
  - Maxime Chanot, footballeur franco-luxembourgeois. (67 sélections avec l'équipe du Luxembourg).
- 1991 :
  - Tiegbe Bamba, basketteur franco-ivoirien. (3 sélections avec l'équipe de Côte d'Ivoire).
  - Ana Gros, handballeuse slovène. (139 sélections en équipe de Slovénie).
  - Jan Hirt, cycliste sur route tchèque. Vainqueur du Tour d'Autriche 2016.
- 1992 :
  - Sven Erik Bystrøm, cycliste sur route norvégien.
  - James Duckworth, joueur de tennis australien.
  - Tom Kühnhackl, hockeyeur sur glace allemand (10 sélections en équipe d'Allemagne).
- 1993 :
  - Clément Mignon, nageur français. Champion du monde de natation du relais 4 × 100 m nage libre 2015. Champion d'Europe de natation du relais 4 × 100 m nage libre 2014 et 2016.
- 1994 :
  - Laura Robson, joueuse de tennis anglaise. Médaillée d'argent du double mixte aux Jeux de Londres 2012.
- 1995 :
  - Marine Johannès, basketteuse française. Médaillée de bronze aux Jeux de Tokyo 2020. Vice-championne d'Europe de basket-ball féminin 2017, 2019 et 2021. Victorieuse de l'Eurocoupe 2023. (108 sélections en équipe de France).
  - Nguyễn Công Phượng, footballeur vietnamien (56 sélections en équipe du Viêt Nam).
  - Yulia Stupak, fondeuse russe. Médaillée de bronze du sprint et du relais 4 × 4,5 km aux Jeux de Pyeongchang 2018 puis championne olympique du relais 4 × 4,5km et médaillée de bronze du sprint par équipes aux Jeux de Pékin 2022.
- 1996 :
  - Marco Asensio, footballeur hispano-néerlandais. Médaillé d'argent aux Jeux de Tokyo 2020. Vainqueur de la Ligue des nations 2023 ainsi que des Ligues des champions 2017, 2018 et 2022. (38 sélections avec l'équipe d'Espagne).
  - Aldo Kalulu, footballeur franco-congolais. (3 sélections avec l'équipe de république démocratique du Congo).
  - Félix Michel, basketteur français.
- 1997 :
  - Mikkel Honoré, cycliste sur route danois.
- 1998 :
  - Filip Havelka, footballeur tchèque.
- 1999 :
  - Rayan Helal, cycliste sur piste français.

### XXIesiècle
- 2000 :
  - Mattéo Desgouillons, hockeyeur sur gazon français. (11 sélections en équipe de France).
- 2001 :
  - Pedro Malheiro, footballeur portugais.
- 2003 :
  - Léna Grandveau, handballeuse française. Championne du monde féminin de handball 2023. (5 sélections en équipe de France).
  - Romain Grégoire, cycliste sur route français.
  - Martin Vitík, footballeur tchèque. (1 sélection en équipe de Tchéquie).
- 2006 :
  - Charles Herrmann, footballeur allemand.

## Décès

### XXesièclede1901à1950
- 1918 :
  - Emil Jellinek, 64 ans, pilote de courses automobile puis Consul, diplomate, homme d'affaires austro-hongrois, initiateur de la marque Mercedes. (° 6 avril 1853).
- 1931 :
  - Robert LeGendre, 34 ans, athlète d'épreuves combinées américain. Médaillé de bronze du pentathlon aux Jeux de Paris 1924. (° 7 janvier 1898).
- 1940 :
  - Geoffrey Hall-Say, 75 ans, patineur artistique de figures spéciales britannique. Médaillé de bronze des figures spéciales aux Jeux de Londres 1908. (° 27 avril 1864).
- 1949 :
  - Rowley Thomas, 84 ans, joueur de rugby à XV gallois. (7 sélections en équipe du pays de Galles). (° 7 novembre 1863).

### XXesièclede1951à2000
- 1955 :
  - Archie Hahn, 74 ans, athlète de sprint américain. Champion olympique du 60 m, du 100 m et du 200 m aux Jeux de Saint-Louis 1904. (° 14 septembre 1880).
- 1957 :
  - Maurice Brownlie, 59 ans, joueur de rugby à XV néo-Zélandais. (61 sélections en Équipe de Nouvelle-Zélande). (° 10 août 1897).
- 1960 :
  - Antonín Janda, 67 ans, footballeur tchécoslovaque. (10 sélections en équipe de Tchécoslovaquie). (° 21 septembre 1892).
- 1981 :
  - Charles Petit, 78 ans, joueur de rugby à XV et de rugby à XIII français. (1 sélection en équipe de France de rugby à XV et 7 avec celle de rugby à XIII). (° 6 janvier 1903).
- 1989 :
  - Carl Furillo, 66 ans, joueur de baseball américain. (° 8 mars 1922).
- 1992 :
  - Aleksandr Almetov, 52 ans, hockeyeur sur glace soviétique puis russe. Médaillé de bronze aux Jeux de Quaw Valley 1960 puis champion olympique aux Jeux d'Innsbruck 1964. Champion du monde de hockey sur glace 1963, 1965, 1966 et 1967. (° 18 janvier 1940).
- 1993 :
  - Felice Borel, 68 ans, footballeur puis entraîneur, dirigeant sportif et consultant TV italien. Champion du monde de football 1934. (3 sélections en équipe d'Italie). (° 5 avril 1914).
  - Charlie Gehringer, 89 ans, joueur de baseball américain. (° 11 mai 1903).

### XXIesiècle
- 2006 :
  - Jean-Marie Goasmat, 92 ans, cycliste sur route français. (° 28 mars 1913).
- 2007 :
  - Maria Cioncan, 29 ans, athlète de demi-fond roumaine. Médaillée de bronze du 1 500 m aux Jeux d'Athènes 2004. (° 19 juin 1977).
- 2016 :
  - Robert Sassone, 37 ans, cycliste sur piste et sur route français. Champion du monde de cyclisme sur piste à l'Américaine 2001 (° 23 novembre 1978).
- 2018 :
  - Philippe Gondet, 75 ans, footballeur français. (14 sélections en équipe de France). (° 17 mai 1942).
- 2019 :
  - Emiliano Sala, 28 ans, footballeur argentino-italien. (° 31 octobre 1990).